# Paul-Ludwig Weinacht
Paul-Ludwig Weinacht (n. Friburgo, Brisgovia, 28 de mayo de 1938 (86 años) es un científico de la política y filósofo alemán.
Weinacht estudió alemán, francés, filosofía, historia y ciencia política en las Universidades de Friburgo, Múnich y París. En Múnich alcanzó el grado de Dr. Phil. con una tesis sobre el tema: Staat. Studien zur Bedeutungsgeschichte des Wortes von den Anfängen bis ins 19. Jahrhundert (Estado. Estudio sobre la historia del significado de la palabra, desde los comienzos hasta el siglo 19), trabajo que aún hoy es la base de los artículos para el concepto "Estado" en todos los diccionarios especializados conocidos.
Luego de desempeñarse como asistente científico de Hans Maier, fue llamado en el año 1971 a ocupar una cátedra de Política en la Escuela Superior de Pedagogía de Friburgo. Desde 1979 y hasta 2003 fue catedrático de Ciencia Política en la Julius-Maximilians-Universität, de Wurzburgo.

## Obras (selección)
- Staat. Studien zur Bedeutungsgeschichte des Wortes von den Anfängen bis ins 19. Jahrhundert, Duncker & Humblot. Berlín 1968. ISBN 3-428-02254-8
- Staat – Studien zur Bedeutungsgeschichte des Wortes von den Anfängen bis ins 19. Jahrhundert, en: Archiv für Begriffsgeschichte, 13 (1969), pp. 109 a 112.
- "Staatsbürger" – Zur Geschichte und Kritik eines politischen Begriffs, en: Der Staat 8 (1969), pp. 41 a 63.
- "Staatsbürger" – Zur Geschichte und Kritik eines politischen Begriffs, en: Archiv für Begriffsgeschichte, 14 (1970), pp. 130 a 132.